# Hegyhátszentpéter
Hegyhátszentpéter község Vas vármegyében, a Vasvári járásban. 1899-ig Hegyhát-Szentpéterfa volt a neve.

## Fekvése
Kemeneshát tájegységben, a Sárvíz-patak völgyében fekszik, a Győrvár-Gersekarát közti 7442-es út mentén, Vasvártól délre 10 kilométerre, Zalaegerszegtől északra 18 kilométerre. Mindkét várossal közvetlen autóbuszjáratok kötik össze.

## Története
1381-ben Zentpeturfolua alakban említik először. 1404-ben Poss. Zedthpeterfalua, 1450-ben Zenthpeterfolua néven szerepel. A Hídvégi, majd a Gersei Pető család birtoka volt.
Vas vármegye monográfiájában "Hegyhát-Szt.-Péterfa, 45 házzal, 374 r. kath. és ág. ev. vallású magyar lakossal. Postája Andrásfa, távírója Győrvár. Kath. temploma 1700. körül épűlt. Földesura az Erdődy -család volt."

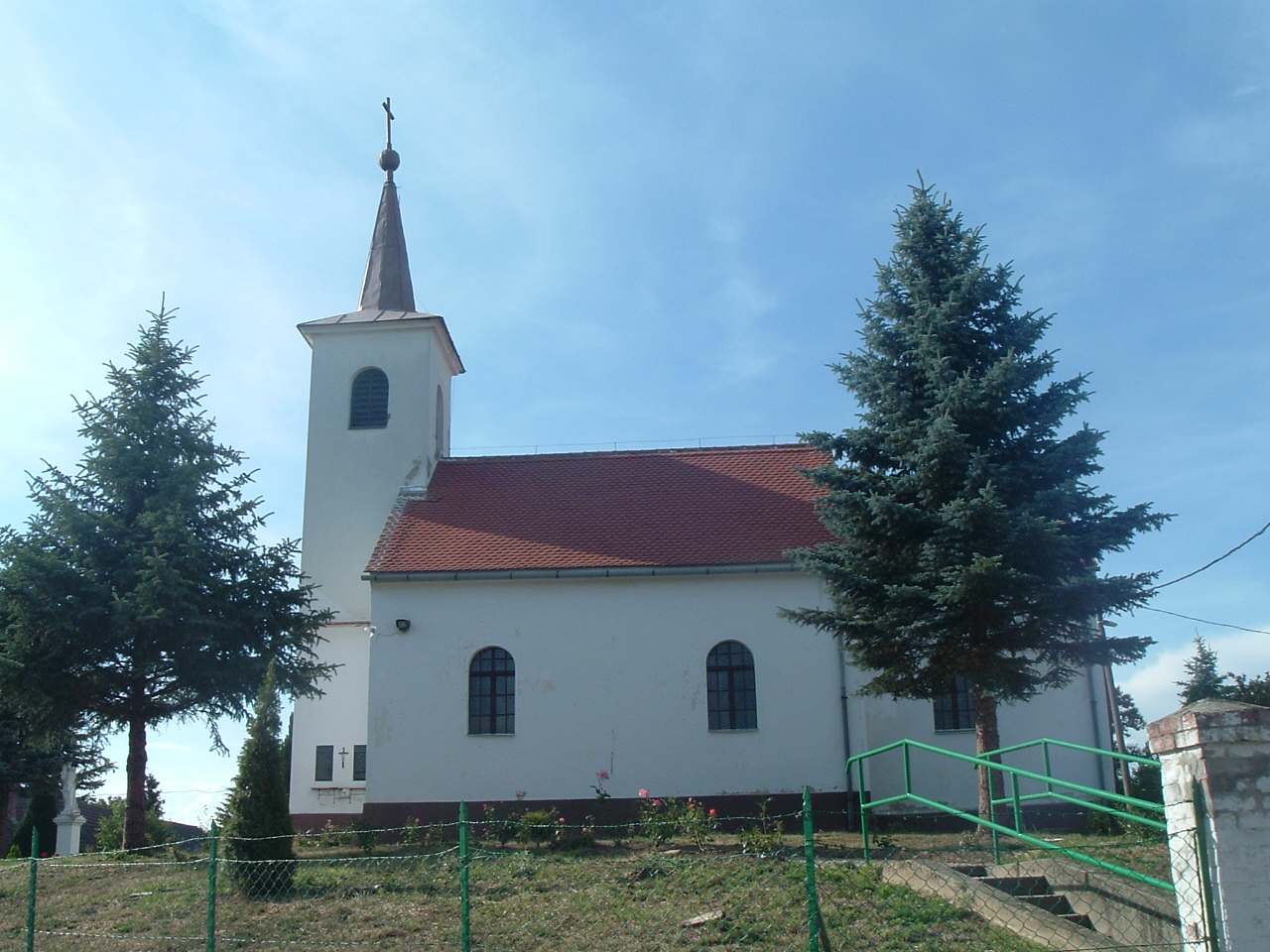
A templom

## Közélete

### Polgármesterei
- 1990–1994: Kovács Endre (független)[6]
- 1994–1998: Kovács Endre (független)[7]
- 1998–2002: Kovács Endre (független)[8]
- 2002–2006: Kovács Endre (független)[9]
- 2006–2010: Kovács Endre (független)[10]
- 2010–2014: Bedicsné Szép Ilona (Fidesz-KDNP)[11]
- 2014–2019: Molnár Imre (független)[12]
- 2019–2024: Molnár Imre (független)[13]
- 2024– : Molnár Imre (független)[1]

## Népesség
A település népességének változása:
| Lakosok száma | 105  | 107  | 113  | 138  | 158  | 138  | 136  |
|               | 2013 | 2014 | 2015 | 2021 | 2022 | 2023 | 2024 |

A 2011-es népszámlálás során a lakosok 97,5%-a magyarnak, 2,5% németnek, 1,2% románnak mondta magát (2,5% nem nyilatkozott; a kettős identitások miatt a végösszeg nagyobb lehet 100%-nál). A vallási megoszlás a következő volt: római katolikus 79,6%, református 1,2%, felekezet nélküli 3,1% (16% nem nyilatkozott).
2022-ben a lakosság 89,2%-a vallotta magát magyarnak, 3,2% cigánynak, 1,3% németnek, 0,6% bolgárnak, 3,2% egyéb, nem hazai nemzetiségűnek (9,5% nem nyilatkozott; a kettős identitások miatt a végösszeg nagyobb lehet 100%-nál). Vallásuk szerint 53,2% volt római katolikus, 0,6% evangélikus, 4,4% felekezeten kívüli (41,8% nem válaszolt).

## Nevezetességei
- Római katolikus temploma 1700 körül épült.
- A tájház